# Adrián Diz
Adrián Arturo Diz Pé (L'Avana, 4 marzo 1994) è un calciatore cubano, difensore dell'Hartford Athletic.

## Carriera

### Nazionale
Ha esordito in nazionale nel 2012.